# Cyaneolytta
Cyaneolytta es un género de coleóptero de la familia Meloidae.

## Especies
Las especies de este género son:
- Cyaneolytta airensis Pic, 1950
- Cyaneolytta amethystina (Mäklin, 1875)
- Cyaneolytta atrocoerulea (Harold, 1878)
- Cyaneolytta basicollis Pic, 1924
- Cyaneolytta baulnyi (Mäklin, 1875)
- Cyaneolytta buqueti (Mäklin, 1875)
- Cyaneolytta chopardi Pic, 1950
- Cyaneolytta coerulea (Pfaff, 1834)
- Cyaneolytta coeruleata (Fairmaire, 1895)
- Cyaneolytta depressicornis (Laporte de Castelnau, 1840)
- Cyaneolytta deyrollei (Mäklin, 1875)
- Cyaneolytta episcopalis (Harold, 1878)
- Cyaneolytta fryi (Wollaston, 1861)
- Cyaneolytta gestroi (Haag-Rutenberg, 1880)
- Cyaneolytta gigas Oliver, 1790
- Cyaneolytta granulipennis (Laporte, 1840)
- Cyaneolytta haemorrhoidalis (Fabricius, 1792)
- Cyaneolytta indica Anand, 1980
- Cyaneolytta iridescens (Haag-Rutenberg, 1880)
- Cyaneolytta kulzeri Kaszab, 1960
- Cyaneolytta laminicornis (Fairmaire, 1888)
- Cyaneolytta maculifrons (Mäklin, 1875)
- Cyaneolytta maindroni (Pic, 1913)
- Cyaneolytta metasternalis (Fairmaire, 1888)
- Cyaneolytta pectoralis (Gerstaecker, 1854)
- Cyaneolytta purpureovittata (Borchmann, 1911)
- Cyaneolytta rajasthanica Saha, 1979
- Cyaneolytta resplendens (Laporte, 1840)
- Cyaneolytta rubropectus (Wellman, 1909)
- Cyaneolytta rugipennis (Mäklin, 1875)
- Cyaneolytta sapphirina (Mäklin, 1875)
- Cyaneolytta signifrons (Fåhraeus, 1870)
- Cyaneolytta spinifera (Mäklin, 1875)
- Cyaneolytta suahela (Kolbe, 1897)
- Cyaneolytta subclathrata (Pic, 1913)
- Cyaneolytta subcoriacea (Mäklin, 1875)
- Cyaneolytta subrugulosa (Mäklin, 1875)
- Cyaneolytta sulcata (Mäklin, 1875)
- Cyaneolytta ugandensis Pic, 1914
- Cyaneolytta violacea (Brandt & Ratzenburg, 1833)